# Plinia spiciflora
Plinia spiciflora är en myrtenväxtart som först beskrevs av Christian Gottfried Daniel Nees von Esenbeck och Carl Friedrich Philipp von Martius, och fick sitt nu gällande namn av Marcos Sobral. Plinia spiciflora ingår i släktet Plinia och familjen myrtenväxter. Inga underarter finns listade i Catalogue of Life.